# Tipula (Trichotipula) geronimo
Tipula (Trichotipula) geronimo is een tweevleugelige uit de familie langpootmuggen (Tipulidae). De soort komt voor in het Nearctisch gebied.